# Myoviridae
Myoviridae è una famiglia di batteriofagi appartenente all'ordine Caudovirales e al gruppo I della Classificazione di Baltimore.

## Genoma
Il genoma è lineare costituito da un'unica molecola di DNA a doppio filamento, lunga tra le 100 e le 170 kbp, e codifica per 200-300 proteine. Ha un contenuto Guanina + Citosina pari al 35% e contiene una base insolita, la 5-idrossimetilcitosina. Il genoma termina con una sequenza ripetitiva all'estremità.

## Morfologia
Il virione non è rivestito ed è formato da una "testa" e da una "coda", come è tipico dei caudovirales. La testa contiene il genoma (costituisce quindi il capside ed è di forma icosaedrica con un diametro compreso tra i 50 e i 110 nm. È costituita da 152 capsomeri. La coda è di forma tubulare a simmetria elicoidale, con un diametro di 16-20 nm e una lunghezza di 90-110 nm, è collegata alla testa per mezzo di un "collare" ed è dotata alla base di 6 punte e 6 fibre più lunghe. La coda è contrattile, e può ridursi fino ad una lunghezza di 15-20 nm.

## Ciclo riproduttivo
Il virus attacca la cellula batterica ancorandosi alla superficie cellulare tramite la base della coda. La parete cellulare viene degradata nel punto di attacco dal lisozima virale. A questo punto il genoma viene iniettato all'interno del batterio tramite la contrazione della coda. Tutte le proteine virali restano all'esterno. Sfruttando i meccanismi di trascrizione e traduzione della cellula ospite vengono sintetizzate inizialmente le proteine necessarie alla replicazione del DNA, una volta avvenuta la quale vengono sintetizzate le proteine strutturali. Quando è stato sintetizzato il maggior numero possibile di nuovi virus, questi escono dalla cellula tramite lisi, provocando così la morte del batterio ospite, e diffondono nell'ambiente circostante.